# Michael Morris
Michael Morris (nascido em abril de 1984) é um diretor e produtor inglês de televisão e cinema. Ele é mais conhecido pelo seu trabalho na série de televisão Brothers & Sisters. Fez sua estreia como diretor de longa-metragem em 2022 com To Leslie e, mais recentemente, em 2025, dirigiu o quarto filme da franquia Bridget Jones, intitulado Bridget Jones: Mad About the Boy.

## Vida pessoal
Morris é casado com a atriz Mary McCormack desde julho de 2003. Eles têm três filhas. Em outubro de 2013, ele foi fotografado beijando publicamente a atriz de Smash, Katharine McPhee.